# Оборона (посёлок)
 Оборона  — опустевший поселок в Шабалинском районе Кировской области. Входит в состав Ленинского городского поселения.

## География
Расположен на расстоянии примерно 21 км по прямой на юго-запад от райцентра поселка Ленинское.

## История
Известен был с 1939 года как завод «Оборона», в 1978 уже поселок, в 1989 году 4 жителя.

## Население
Постоянное население не было учтено как в 2002 году, так и в 2010.